# Емі Вільямс
Емі Вільямс (англ. Amy Willims; нар. 29 вересня 1982) — британська скелетоністка, олімпійська чемпіонка.
Спочатку Вільямс займалася легкою атлетикою, бігом на 400 м, перекваліфікувалася на скелетон, навчаючись в університеті міста Бат. Перемога Вільямс на олімпіаді у Ванкувері стала першою золотою олімпійською медаллю британських спортсменів на зимових іграх за останні 30 років.